# Поступоница
Поступоница је врста обредне погача која се меси, истог дана када новорођено дете прохода. Мешење ове погаче је део народних обредног обичаја који се врши након првог самосталног хода детета и који се и данас примењује у Војводини. Она има за циљ да детету обезбеди здравље и напредак.

## Опште информације
Кад дете буде старо око годину дана и када први пут самостално закорача, старије жене из породице, а то је обично мајка, обавезно месе погачу (сличну оној која се прави приликом причешћа).
Похгаћа се израђује од киселог теста (претходно умешеног теста од пшеничног брашна које треба да ускисне око сат и по, два) пре него што се премеси.
Величине поступонице је идентична  обичној погачи, округлог је и/или окружастог облика, и са горње стране је делимично нашарана виљушком.
Важно је да се у умешено теста пре печења стави неки црвени конац, чији један крај треба мало да вири, како би се означило дететово парче. Јер како је по народном предању, то парче намењено проходалом детету, оно се не једе већ оставља – због здравља детета – и чува у орману, у чикмеже.
Погачу једу сви укућани када се скупе за вечеру, и то обично после вечере. Након што мајка поломи погачу на онолико делова колико има укућана, она је сваком од њих дели почев од  најстаријег укућана, редом – баба, деда, отац, стриц... мајка. Након што мајка сваком од укућана пружи погачу он треба да захвали снаји, и честита јој речима: да је дете здраво и да ће тако и бити.